# Теппонен, Люция Иосифовна
Люция Иосифовна Теппонен (9 июля 1921, Петроград — 17 декабря 2008, Петрозаводск) — советская певица, Заслуженная артистка Карельской АССР.

## Биография
С 1935 г. жила в Петрозаводске (семья переехала после ареста и расстрела отца, морского офицера Иосифа Буланцева).
С 1938 г. пела в хоре Дома народного творчества в Петрозаводске и училась в Петрозаводском музыкальном училище.
С ноября 1938 г., с 1949 по 1952 гг. — в хоре Карельского радиокомитета. Создала большой цикл вокальных программ на карельском радио.

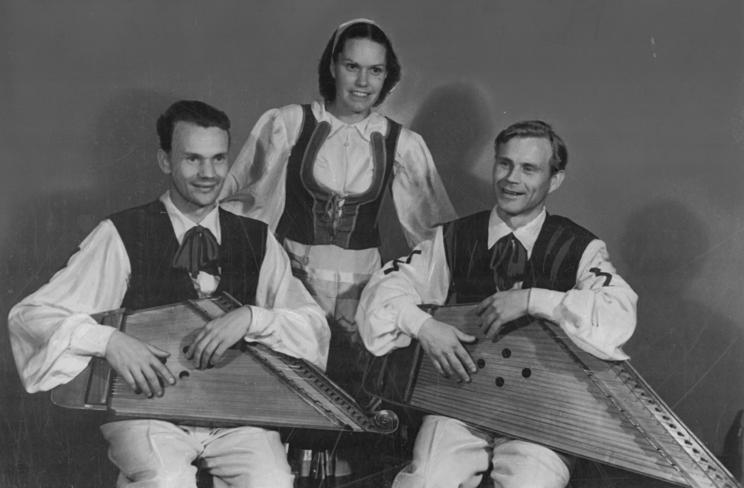
Певица Люция Теппонен, игроки на кантеле Тойво Вайнонен и Максим Гаврилов представляют КФССР на II Всемирном фестивале молодёжи и студентов в Будапеште (1949)

С 1940 по 1942 г. — артистка Карело-Финской филармонии.
С 1942 г. по 1949, с 1952 по 1960 гг. — артистка ансамбля «Кантеле».
Одна из первых делегатов от Карелии на Всемирном фестивале молодежи в Будапеште.
С 1960 г. — артистка (певица) Карельской госфилармонии.
В 1959—1961 гг. — депутат Петрозаводского городского совета.

## Награды
- Медаль «За трудовое отличие» (29 октября 1951) — за заслуги в развитии карело-финского советского искусства и в связи с неделей Карело-Финской музыки и танца в гор. Москве[3].
- Заслуженная артистка Карельской АССР.